# 元诲
元诲（506年—531年1月6日），字孝规，河南郡洛阳县（今河南省洛阳市东）人，魏孝文帝元宏之孙，广平武穆王元怀庶长子，北魏宗室、官员。

## 生平
元诲虚岁十二时以散骑侍郎为起家官，转任城门校尉，后任通直常侍，转任太常少卿，兼任武卫将军。孝昌元年（525年），徐州刺史元法僧献出徐州叛变到南梁，梁武帝萧衍派遣萧综前往占据彭城。当时北魏朝廷派遣大都督、安丰王元延明督帅临淮王元彧前往讨伐，北魏军队徘徊不前。魏孝明帝元诩诏令太常少卿元诲为使者，司州别驾辛雄为辅佐，备齐库刀，持节、乘驿马督促军队，有违反命令的即可下令斩决。魏孝明帝对辛雄说：“元诲是朕家的孩子，任用他是标榜至亲。至于筹划计谋，就依仗爱卿来取胜了。”元诲和辛雄到军中，勒令一起前往徐州，萧综向北魏军队投降。返回后，元诲升任散骑常侍、河南中正，孝昌二年春正月庚戌（526年2月7日），元诲被封为范阳王，又任抚军将军、平西将军，潼关都督，仍兼任尚书，出任行台，又任宗正卿，转任卫将军、中书监，升任侍中、左光禄大夫、加号车骑将军，很快升任尚书左仆射。永安三年，元颢攻入洛阳，魏孝庄帝元子攸北渡黄河躲避，元诲抽身摆脱投奔襄威将军、大谷镇将阳猛，阳猛将元诲保护藏了起来。永安三年十二月三日（531年1月6日），尔朱兆攻入洛阳，元诲被乱军杀死，虚岁二十六，朝廷追赠使持节、骠骑大将军、司徒公、冀州刺史，侍中、范阳王如故，谥号文景王。普泰元年三月廿七日（531年4月29日）安葬於西郊之兆。

## 家庭

### 兄弟姐妹
- 元悌，北魏护军将军、大鸿胪卿、广平文懿王
- 元修，魏孝武帝
- 冯翊公主，北周追尊文皇后
- 元季艳，华阳公主
- 平阳公主，嫁郑文宽

### 女儿
- 琅琊公主[9][10]